# Spiritual Care
Spiritual Care ist die gemeinsame Sorge von Medizin, Pflege, Psychotherapie, Seelsorge und anderen Gesundheitsberufen für die Spiritualität kranker Menschen, aber auch für die eigene Spiritualität.

## Spiritual Care als Teilaspekt in der Begleitung Schwerkranker und Sterbender
Nach dem Total Pain-Konzept der Schmerztherapeutin und Begründerin der Hospizbewegung Cicely Saunders wird Schmerz von mehreren Dimensionen beeinflusst: der physischen, sozialen, psychischen und spirituellen Ebene. Zur Palliative Care als multiprofessionelle Umsorgung Schwerkranker und Sterbender gehört Spiritual Care als Teilaspekt, mit dem sich alle Mitarbeiter in diesem Bereich befassen: Innerhalb des Teams im gemeinsamen Austausch oder mittels Supervision, aber vor allem in Hinblick auf den zu versorgenden Patienten wird unerfüllte Spiritualität als Ursache und Verstärker von Schmerzen und Beschwerden wahrgenommen. Schicksal, Heimat, Identität, Selbstwertgefühl spielen hier genauso eine Rolle wie Glaube, Religion, Konfession und Rituale. Diese Aspekte der Spiritualität betreffen alle sogenannten Übergangs-Krisen des Lebens, so auch das Lebensende.
Aus diesem Grund werden zur Begleitung Schwerkranker und Sterbender Seelsorger hinzu gezogen; letztlich ist Spiritual Care aber ebenso Aufgabe aller Gesundheitsberufe.

## Spiritual Care als wissenschaftliche Disziplin
Spiritual Care ist eine wissenschaftliche Disziplin an der Grenze zwischen Medizin, Theologie und Krankenhausseelsorge, als deren Hintergrundtheorie die Philosophische Anthropologie angegeben wird. Damit bemüht sich Spiritual Care über den traditionell christlichen Kontext der Krankenhausseelsorge hinaus, Spiritualität und Religiosität auch als Bedürfnis kirchenferner bzw. nichtchristlicher Patienten wahrzunehmen und zu erforschen.
Gemäß der WHO-Definition von Palliative Care gehört zu einer ganzheitlichen Betreuung schwerstkranker Patienten die „Vorbeugung und Linderung von Leiden durch frühzeitiges Erkennen, untadelige Einschätzung und Behandlung von Schmerzen sowie anderen belastenden Beschwerden körperlicher, psychosozialer und spiritueller Art“. Deshalb gehört die Erforschung und theoretische Reflexion über Spiritualität in den medizinischen Kontext und ist seit einigen Jahren auch Inhalt der medizinischen Ausbildung. Spiritual Care beschränkt sich aber nicht ausschließlich auf das Lebensende.

### Forschung und Lehre
In Deutschland wurde 2010 mit finanzieller Unterstützung durch den Stifterverband für die Deutsche Wissenschaft die erste Professur für Spiritual Care an der Ludwig-Maximilians-Universität München (LMU) in der Klinik für Palliativmedizin am Klinikum Großhadern eingerichtet. Diese Professur widmete sich der spirituellen Komponente von Palliative Care, also den existenziellen und spirituellen Fragen in der Begleitung schwerstkranker und sterbender Patienten und ihrer Familien, wie auch denen des medizinischen und pflegerischen Personals. Sie wurde als erste ihrer Art in Deutschland an der LMU vom Stifterverband für die Deutsche Wissenschaft bewilligt und war an der Medizinischen Fakultät in Kooperation mit der Evangelisch-Theologischen und der Katholisch-Theologischen Fakultät eingerichtet. Sie wurde ökumenisch besetzt mit den Professoren Eckhard Frick (katholisch) und Traugott Roser (evangelisch). Nachdem Roser an die Universität Münster gewechselt war, wurde dessen halbe Stelle im März 2013 mit Niels Christian Hvidt besetzt. Die auf fünf Jahre befristete Stiftungsprofessur lief am 31. Mai 2015 zunächst ersatzlos aus, wurde aber 2017 mit dem Religionspsychologen Constantin Klein wiederbesetzt.
Frick leitete zunächst die Forschungsstelle Spiritual Care an der Klinik für Psychosomatische Medizin und Psychotherapie, Klinikum rechts der Isar der Technischen Universität München. Seit 2022 ist diese Forschungsstelle erneut eine Stiftungsprofessur.
Von der Professur initiiert ist die Internationale Gesellschaft für Gesundheit und Spiritualität (IGGS), welche die Fachzeitschrift Spiritual Care herausgibt.
International gibt es auf dem Gebiet Spiritual Care vor allem im jüdischen Kontext zahlreiche Forschungsprojekte sowie Ausbildungsverbände, die Mitarbeiter auf dem Gebiet Spiritual Care unterrichten und qualifizieren, so etwa der Verband Kashrout in Israel oder die Vereinigung NAJC (National Association of Jewish Chaplains) in den USA, welche auch die Zeitschrift Jewish Spiritual Care publiziert.
Seit 1993 bieten auch die buddhistischen Rigpa-Zentren weltweit Studien- und Trainingsprogramme zur Spiritual Care an. In Irland wird Spiritual Care für Menschen in Krisen sowie für kranke und sterbende Menschen angeboten. Das erste buddhistische Zentrum für Spiritual Care in Deutschland wurde 2016 in Bad Saarow am Scharmützelsee eröffnet und trägt den Namen Sukhavati.
Im Herbst 2015 wurde an der Theologischen Fakultät der Universität Zürich eine Professur ad personam für Spiritual Care errichtet und mit Simon Peng-Keller besetzt. In Zusammenarbeit mit der Medizinischen Fakultät bestehen ein interdisziplinäres Lehrangebot und ein Forschungsauftrag. Die Medizinische Fakultät der Universität Basel bietet zudem einen berufsbegleitenden interdisziplinären Weiterbildungsstudiengang «Master of Advanced Studies (MAS) in Spiritual Care» an.

## Verein: Internationale Gesellschaft für Gesundheit und Spiritualität e.V. (IGGS)
2011 gründete  Eckhard Frick mit anderen die Internationale Gesellschaft für Gesundheit und Spiritualität (IGGS), einen gemeinnützigen Verein zur Förderung von Forschung, Lehre und Implementierung von Spiritual Care in allen Bereichen des Gesundheitswesens: Medizin, Pflege und sonstige Gesundheitsberufe, soziale Arbeit, Krankenhausseelsorge Kunst- und Musiktherapie sowie Psychotherapie. Zweck des international tätigen Vereins ist die wissenschaftliche Erforschung der Spiritualität in allen Bereichen des Gesundheitswesens, die Förderung der diesbezüglichen Aus-, Fort- und Weiterbildung sowie die Veröffentlichung der wissenschaftlichen Zeitschrift Spiritual Care im Verlag Walter de Gruyter. Editor-in-Chief sind  Eckhard Frick und Simon Peng-Keller, Herausgeber unter anderem Arndt Büssing, Traugott Roser und Michael Utsch.
Die Arbeit der Gesellschaft umfasst: Wissenschaftlich-fachliche Kooperation mit allen Leistungserbringern und sonstigen Institutionen im Gesundheitswesen (Krankenpflege, Medizin, Therapeuten, Seelsorge, Soziale Arbeit u. a.) und Erforschung der europäischen und deutschsprachigen Besonderheiten von Spiritualität mit dem Ziel, das Thema Spiritualität (nicht: Esoterik) im Gesundheitswesen zu verankern. Weiterer Zweck ist, das Interesse am Thema interdisziplinär über den Bereich von Palliative Care hinaus zu verbreiten; in Bezug auf alle kritische Lebenssituationen wie Chronifizierung, schwere Erkrankung, Behinderung sowie Akutereignisse, die den Lebensentwurf in Frage stellen.
Auch die Auseinandersetzung mit ethischen Fragestellungen, die mit der Behandlung von Patienten verknüpft sind, und die Vernetzung bestehender Institutionen und Initiativen sowie Aufbau eines nationalen und internationalen Netzwerks zum Austausch von Informationen und Kenntnissen gehört zum Vereinszweck. Darüber hinaus sind zu nennen: Wissenschaftliche Untersuchungen, die sich dem Anliegen von Spiritual Care widmen; fachliche und wissenschaftliche Beratung und Unterstützung der im deutschsprachigen Bereich tätigen Ärztinnen und Ärzte, Pflegenden und Vertreter weiterer Berufsgruppen, auch im Verhältnis zu öffentlich-rechtlichen Körperschaften, Kostenträgern, Politik und Öffentlichkeit; Völkerverständigung, interreligiöser und interkultureller Dialog.

### Grundlagen
- Eckhard Frick, Traugott Roser (Hrsg.): Spiritualität und Medizin. Gemeinsame Sorge für den kranken Menschen. Münchener Reihe Palliative Care, Palliativmedizin – Palliativpflege – Hospizarbeit, Kohlhammer, Stuttgart 2009, ISBN 978-3-17-020574-1
- Traugott Roser: Spiritual Care. Ethische, organisationale und spirituelle Aspekte der Krankenhausseelsorge. Ein praktisch-theologischer Zugang. Mit einem Geleitwort von Eberhard Schockenhoff. Kohlhammer, Stuttgart 2007 (= Münchner Reihe Palliative Care. Band 3); 2., erweiterte und aktualisierte Auflage ebenda 2017, ISBN 978-3-17-021439-2.
- Doris Nauer: Spiritual Care statt Seelsorge. Kohlhammer, Stuttgart 2015, ISBN 978-3-17-028905-5.
- Hrsg. mit Traugott Roser: Spiritualität und Medizin. Gemeinsame Sorge für den kranken Menschen (= Münchener Reihe Palliative Care. Band 4). Kohlhammer, Stuttgart 2009; 2., aktualisierte Auflage 2011, ISBN 978-3-17-021875-8.

### Artikel
- Matthias Raaflaub: Mit Spiritualität durch die Krise. "Spiritual Care" zieht als neue Disziplin im Gesundheitswesen ein: Seelsorge, unabhängig von Religion und Konfession. Oft gehe es für Patienten um die Frage, was ihr Leben trage und nähre, sagt Hubert Kössler, Spitalseelsorger am Berner Inselspital. Tageszeitung Der Bund, Bern, 27. Dezember 2014
- Spiritual Care in der Psychosomatischen Anthropologie. In: Eckhard Frick, Traugott Roser (Hrsg.): Spiritualität und Medizin. Gemeinsame Sorge für den kranken Menschen (= Münchener Reihe Palliative Care. Band 4). Kohlhammer, Stuttgart 2009, ISBN 978-3-17-020574-1, S. 102–108.